# Olympische Jugend-Sommerspiele 2018/Teilnehmer (Andorra)
| Gelbes Symbol für Goldmedaillen mit stilisierten Olympischen Ringen | Graues Symbol für Silbermedaillen mit stilisierten Olympischen Ringen | Braundes Symbol für Bronzemedaillen mit stilisierten Olympischen Ringen |
| ------------------------------------------------------------------- | --------------------------------------------------------------------- | ----------------------------------------------------------------------- |
| —                                                                   | —                                                                     | —                                                                       |

Die Jugend-Olympiamannschaft aus Andorra für die III. Olympischen Jugend-Sommerspiele vom 6. bis 18. Oktober 2018 in Buenos Aires (Argentinien) bestand aus acht Athleten, die alle an den Basketball-Wettbewerben teilnahmen. Sie konnten keine Medaille gewinnen.

## Athleten nach Sportarten

### Basketball
| Mädchen - Carla Solana - Julia Marquez Shoot-Out: Qualifikation - Silvia Bardaji Shoot-Out: Qualifikation - Lies Bosma Mannschaft: Gruppenphase | Jungen - Albert Pons Dunk: Qualifikation - Eric Hurtado - Nil Pena Blanco - Von Lacaste Mannschaft: Gruppenphase |